# Фэрбанкс (тауншип, Миннесота)
Фэрбанкс (англ. Fairbanks) — тауншип в округе Сент-Луис, Миннесота, США. На 2000 год его население составило 68 человек.

## География
По данным Бюро переписи населения США площадь тауншипа составляет 186,3 км², из которых 181,2 км² занимает суша, а 5,1 км² — вода (2,74 %).

## Демография
По данным переписи населения 2000 года здесь находились 68 человек, 39 домохозяйств и 21 семья. Плотность населения —  0,4 чел./км². На территории тауншипа расположено 127 построек со средней плотностью 0,7 построек на один квадратный километр. Расовый состав населения: 98,53 % белых и 1,47 % приходится на две или более других рас.
Из 39 домохозяйств в 10,3 % воспитывались дети до 18 лет, в 48,7 % проживали супружеские пары, в 2,6 % проживали незамужние женщины и в 43,6 % домохозяйств проживали несемейные люди. 41,0 % домохозяйств состояли из одного человека, при том 17,9 % из — одиноких пожилых людей старше 65 лет. Средний размер домохозяйства — 1,74, а семьи — 2,27 человека.
7,4 % населения — младше 18 лет, 1,5 % — в возрасте от 18 до 24 лет, 26,5 % — от 25 до 44, 33,8 % — от 45 до 64, и 30,9 % — старше 65 лет. Средний возраст — 53 года. На каждые 100 женщин приходилось 106,1 мужчин. На каждые 100 женщин старше 18 приходилось 103,2 мужчин.
Средний годовой доход домохозяйства составлял 38 750 долларов, а средний годовой доход семьи —  40 417 долларов. Средний доход мужчин —  31 667  долларов, в то время как у женщин — 30 833. Доход на душу населения составил 24 939 долларов. За чертой бедности не находилась ни одна семья и 3,8 % всего населения тауншипа.